# رامون إنريكي توريس
رامون إنريكي توريس (بالإنجليزية: Ramón Enrique Torres)‏ هو صحفي أمريكي، ولد في 1956 في بونس، بورتوريكو في الولايات المتحدة.